# Aleiodes miani
Aleiodes miani är en stekelart som beskrevs av Marsh och Shaw 1999. Aleiodes miani ingår i släktet Aleiodes och familjen bracksteklar. Inga underarter finns listade i Catalogue of Life.